# 脫亞論
脫亞論（日语：〔〕／／ Datsuaron，直译为“逃离（或摆脱）亚洲理论”）是於1885年3月16日（明治十八年）在日本报章《時事新報》发表的著名不署名短文。現在普遍認為是福泽谕吉所作。在東亞批判知識份子討論東亞論述的可能性時，常以此文與岡倉天心的《東洋的理想》、孫文的「大亞細亞主義」，竹内好的《亞細亞主義》、宮崎市定的《大東亞史概說》，來互相比較對照來討論脫亞、興亞，以致於大東亞共榮圈的概念轉折。以至延伸出日本現時的脫亞入歐論與脫亞入美論。

## 写作背景
福泽谕吉终其一生都致力于在日本弘扬西方文明，介绍西方政治制度以及相应的价值观。他积极提倡在当时正经历明治维新的日本应该放弃中国思想和儒教的精神，而吸收学习西方文明。写作当年，他所支持的朝鮮人尝试在朝鲜筹组改革党派，但没有成功。他曾邀请一些韩国的年轻贵族到他的学校，但他们只是嫖饮挥霍、浪费光阴，福泽便减少他们的旅费，于是他们就去偷钱，使他决定不再支持这些贵族，然后写作《脱亚论》。
长期以来日本学者坂野润治主张的“脱亚论”为福泽谕吉对朝鲜现代化的“败北宣言”一说成为日本学界主流说法。但也有研究表明，“脱亚论”的背景不仅是福泽对朝鲜现代化的失望，还有他对当时中日两国就朝鲜善后事宜所进行的谈判进展缓慢產生焦虑感，以及面向正在关注中日两国谈判的欧美国家塑造亲日舆论等因素。

## 內容
《脱亚论》开篇说道：“世界交通，日益便捷，西洋文明之风东渐，所到之处，无不风靡于一草一木。”福泽又写道：“文明猶如麻疹之流行，……我辈断乎不具（治愈）其术。有害无益之流行病尚且不可阻挡其势，何况利害相伴且常以利为主之文明乎！”他认为西洋的文明必将征服世界，东洋各国对它绝对没有抵抗能力，就像东京人无法抵御从长崎传来的麻疹；既然无法避免，因此明智的做法应当是“助其蔓延”，使人民“早浴其风气”。福泽在日本也正是这样做的。
基于福泽对日本现代化的看法，他很支持甲午战争。一如不少日本政府的官员，福泽深信要实行亚洲的现代化，最好的途径就是战争。他认为清朝的弊病在于其制度陈腐且一成不变。清军和日本军队交战时，清朝仍有缠足的陋习；酷刑在日本早已被废除，但仍在大清帝国内盛行；鸦片大量出口到大清帝国内，令国人精神萎靡。清朝的政治制度未能防范外国侵凌：朝廷被迫出卖铁路、采矿等权利，以偿还国债。当时的日本，同样要承受不平等条约的委屈。对福泽而言，战争不但可以给日本一个翻身的机会，还可以借此令它强大，让其他亚洲国家早日“警醒”，变革图强。但是，日本尚未完全承认战争对它们的伤害。
福泽曾写道：“依吾之见，以西方文明猛击东方之势，此两国（大清帝国与朝鲜国）诚不能存活矣……此如一城以愚昧、法斁、暴橫与無情而恶名昭彰，一义者居于此，其德鲜有人知，此为乡人丑行之所蔽也。”
对于东亚的邻国，由于福泽谕吉基于优胜劣汰的思想，认定东方文明必定失败，因此他呼吁与东亚邻国绝交，避免日本被西方视为与邻国同样的“野蛮”之地。他对当时的东亚其他国家采取蔑视的态度，比如将中日甲午战争描述为一场“文野之战”；认为朝鮮王朝、清朝是“恶友”。故而《脱亚论》又被认为是日本思想界对亚洲的“绝交书”。在主张与东亚邻国“绝交”之外，福泽还主张“东洋连带论”。他认为东亚各国只有进行改革旧体制的革命，才有可能摆脱被西洋国家殖民的宿命。因此，福泽主张对邻国的革新派给予实际支持，帮助西洋文明在东洋的“蔓延”。福泽曾支援朝鲜的金玉均等人，并将自己的财产投入到朝鲜首份以朝鲜文字出版的报纸《汉城旬报》的创办上。
福泽谕吉对于西洋文明并非没有取舍。可以说在其自由主义的表象之下，始终贯彻不移的是他的民族主义思想。此后，也有人批评福泽是一位肯定侵略行为的法西斯主义者。但是，根据平山洋的《福泽谕吉的真实》（文春新书）的文字，其实这应该归因于《福泽谕吉传》的作者、《时事新报》的主笔、《福泽全集》的主编石河幹明。根据平山的论点，虽然福泽批评了中国和朝鮮的政府，但是并不是贬低其民族本身。至于将清朝的士兵称为“猪猡”等侮辱性说法，其实是石河将自己的观点伪造成福泽的说法写入全集的。但是，对于这种观点，仍有不少人表示质疑。
2006年发现的一则新史料，似乎表明福泽谕吉的“脱亚论”出于担忧中国的威胁。1885年4月28日，中日《天津条约》签订后福泽给田中不二麿（田中不二麿和福泽之间关系匪浅，所谓的“文部卿在三田”形容的便是田中担任文部省最高负责人时候的事）的信中福泽表示：去年（1884年）十一月天长节，在京城公使馆的宴会席上，中国的领事辱骂日本人是无骨的海参一事。这可能是在宴会上的公开演说。……此次之事最终以和平告终，难以遮蔽我国体面。我胡乱地诉诸开战是不对的。尤其是《时事新报》一个劲地高唱开战。新报的报道和实情完全不同，迫切为了掩盖我国的不利，因此不言及对我不利之处。堂堂正正地提出开战来了局，是想让中国人永远立于被告之地位而已。

## 影響
此文自昭和26年（1951年）以後才在日本民间广泛流传，在此之前似乎并未对日本文化及明治维新的现代化带来巨大影响。但上述说法并非完全正确，《朝野新聞》在脱亚论一文发表后，针锋相对地发表了社论，希望中日两国能平等合作，批评了当时《时事新报》为代表的对清开战论。只是《朝野新闻》对“脱亚论”的反驳在当时很快便湮没在了蔑视中国、主张开战的强硬舆论声音之中。

## 脚注
1. ↑  孫歌〈亞洲意味著什麼？〉http://www.ceps.com.tw/ec/ecjnlarticleView.aspx?jnliid=1452&issueiid=10990&atliid=155319%5B%5D
2. ↑  坂野潤治 「解説」『脱亜論 他』 富田正文編、岩波書店〈福沢諭吉選集 第7巻〉、1981年3月、317-338頁
3. ↑  尤一唯「初期『時事新報』の清国論説の一分析」『慶應義塾大学大学院法学研究科論文集』第58号、2018年，p.147。
4. ↑  尤一唯”两个“福泽谕吉”的相似和迥然“https://www.thepaper.cn/newsDetail_forward_2291745 （页面存档备份，存于）
5. ↑  黒木彬文：「甲申政変と『朝野新聞』」，徳本正彦編：《ナショナリズムの動態―日本とアジア》，福岡：九州大学出版会，1994年，第67-68页。
6. ↑   (PDF).   [2020-07-07]. （原始内容存档 (PDF)于2020-07-08）.

## 外部連結
- 福泽谕吉《脱亚论》原文配白话译文 （页面存档备份，存于）（简体中文）